# Loutzviller
Loutzviller là một xã trong vùng hành chính Lothringen, thuộc tỉnh Moselle, quận Sarreguemines, tổng Volmunster. Tọa độ địa lý của xã là 49° 08' vĩ độ bắc, 07° 23' kinh độ đông. Loutzviller nằm trên độ cao trung bình là 290 mét trên mực nước biển, có điểm thấp nhất là 240 mét và điểm cao nhất là 357 mét. Xã có diện tích 3,22 km², dân số vào thời điểm 1999 là 148 người; mật độ dân số là 45 người/km².

## Thông tin nhân khẩu
| 1817 | 1844 | 1962 | 1968 | 1975 | 1982 | 1990 | 1999 |
| ---- | ---- | ---- | ---- | ---- | ---- | ---- | ---- |
| 195  | 668  | 171  | 191  | 175  | 168  | 149  | 148  |